# Polythore lamerceda
Polythore lamerceda là loài chuồn chuồn trong họ Polythoridae. Loài này được Bick & Bick mô tả khoa học đầu tiên năm 1985.